# Adolf Mützelburg (Kaufmann)

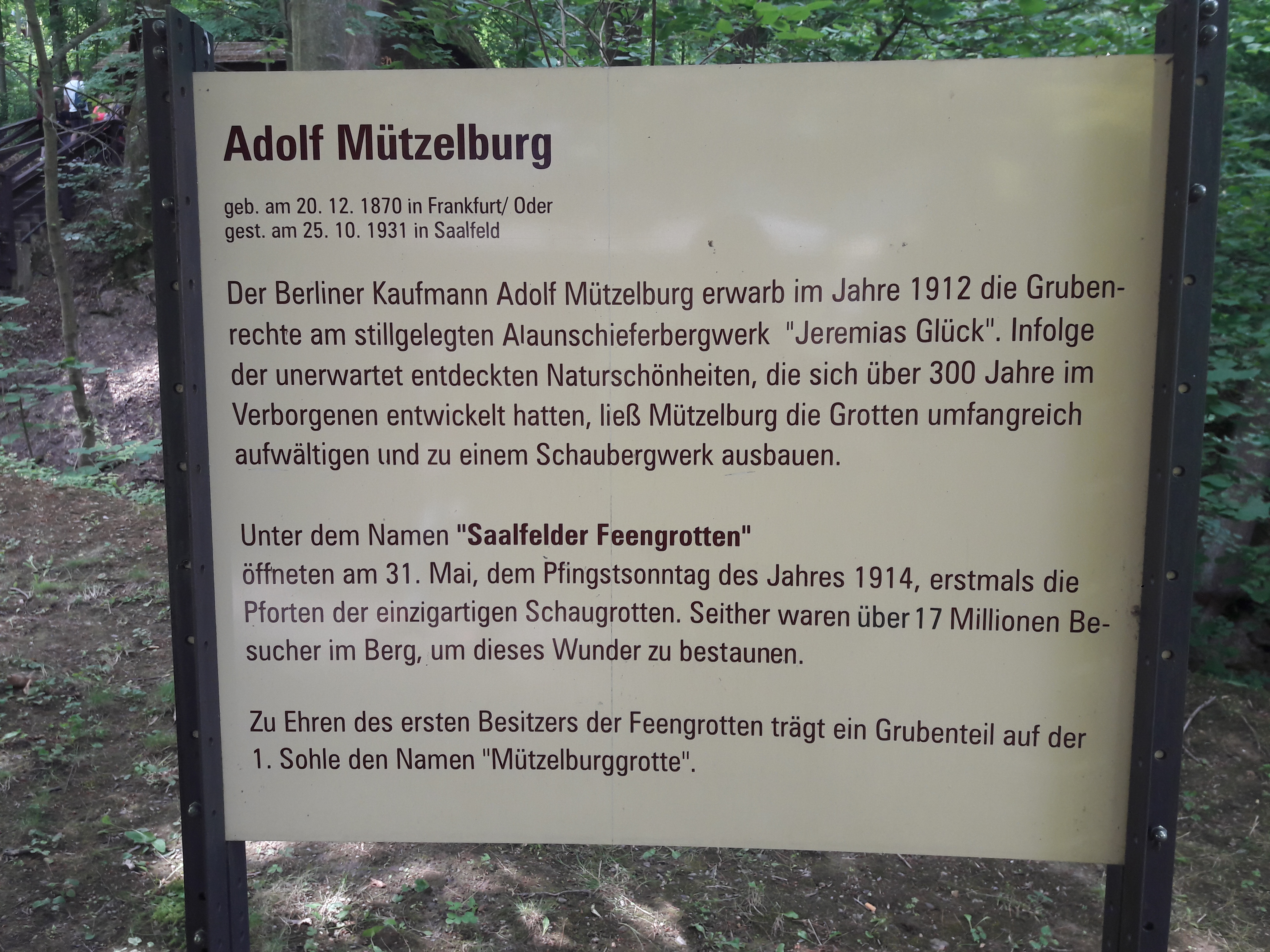
Informationstafel zu Adolf Mützelberg auf dem Gelände der Saalfelder Feengrotten, 2021

Adolf Mützelburg (* 20. Dezember 1870 in Frankfurt an der Oder; †  25. Oktober 1931 in Saalfeld) war ein deutscher Bankkaufmann und Unternehmer. Er baute das Schaubergwerk Feengrotten in Saalfeld auf.

## Leben
Adolf Mützelburg wurde nach dem Schulabschluss Bankkaufmann und ging nach Berlin.
Vermutlich wurde Mützelburg durch den Geologen Ernst Zimmermann auf die Saalfelder Grube aufmerksam, der als Experte bei den Studien vor Ort anwesend war. 1912 erwarb Mützelburg gemeinsam mit einem Berliner Zahnarzt die Grube, immer noch mit dem Ziel, ein Heilbad nach dem Konzept des vorherigen Eigentümers Otto Wohlfahrt aufzubauen. Parallel sollte ein Schaubergwerk entstehen. Hierfür wurde das Unternehmen A. Mützelburg’sche Heilquellenverwaltung–Feengrotten gegründet. Auf Anraten des Geologen Hans Heß von Wichdorff erhielt das Bergwerk den Namen Saalfelder Feengrotten. Mützelburg zog nach Saalfeld und organisierte vor Ort die Erschließungsarbeiten. Am 23. Dezember 1913 konnte die unbekannte dritte Sohle des Bergwerks erschlossen werden. Hier wurde der sogenannte Märchendom mit der Gralsburg entdeckt.

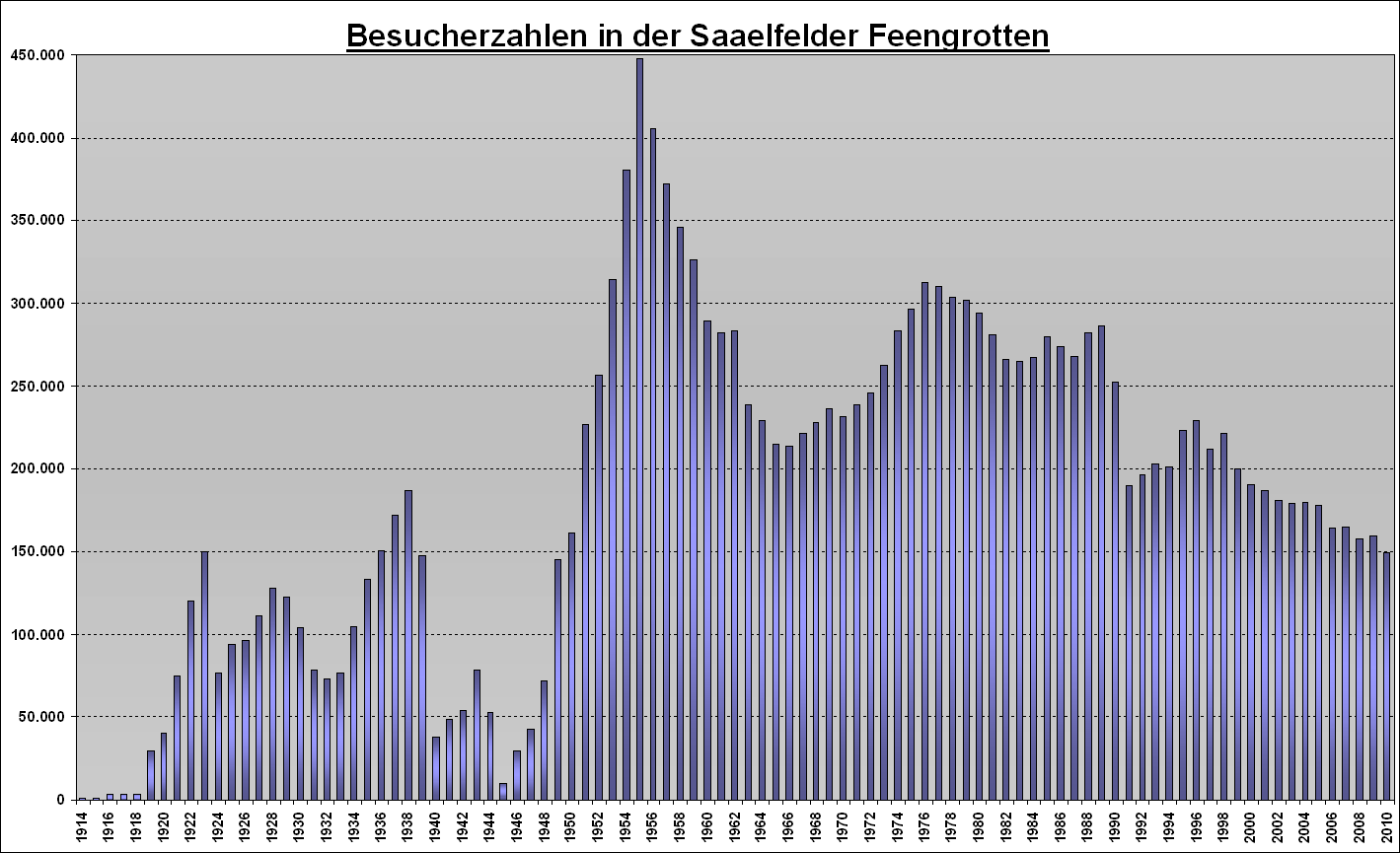
Besucherzahlen der Saalfelder Feengrotten von 1914 bis 2010

Durch diese Entdeckung wurde das Konzept vollständig auf den Aufbau eines Schaubergwerks umgestellt und Mützelburg konnte bereits am 31. Mai 1914 die ersten Besucher unter Tage begrüßen, wofür er elektrische Beleuchtung installieren ließ. Ebenso ließ er Prospekte und Werbeschriften drucken. Während des Ersten Weltkriegs steigerte sich der Besucherstrom nicht mehr.
Mützelburg entwickelte den Standort trotzdem immer weiter und versuchte, weitere Schaubergwerke in der Umgebung als Konkurrenz zu verhindern. 1916 kam es zu einem Vergleich mit dem ehemaligen Besitzer der Saalfelder Feengrotte, Otto Wohlfahrt, der noch eine andere Grube besaß. Mützelburg musste zwar eine gewisse Summe zahlen, Wohlfahrt wurde aber untersagt in Wettbewerb zu treten. In den Folgejahren wurde der Besucherzustrom immer größer. 1922 hatten über 100.000 Menschen das Schaubergwerk besucht. Er konnte daher das Gebiet weiter ausbauen und schuf 1924 auf dem Gelände das Quellforschungsinstitut. Ebenfalls im gleichen Jahr ließ er die zweite Sohle erschließen, was sich bis 1926 hinzog. Dies war Grundlage der Mineralwasserproduktion, die mit dem Bau des Quellenhauses 1927 begann. Dies führte zu einer finanziellen Schieflage des Unternehmens, obwohl 1927 Hans Adalbert Schweigart in seinem Buch Die Saalfelder Heilquellen, ihre naturwissenschaftliche und medizinische Bedeutung über die positive Wirkung des Wassers berichtet hatte und ab 1928 die Saalfelder Heilquelle als Mineralwasser vermarktet werden konnte. Durch die 1929 einsetzende Weltwirtschaftskrise verschlechterte sich die Unternehmenslage weiter. 1931 ließ Mützelburg die heutige Hess-von-Wichdorff-Grotten aus dem Besucherweg ausgliedern und durch die sogenannte Neue Grotte ersetzen.
Nach längerer Krankheit starb Mützelburg in Saalfeld und hinterließ ein hochverschuldetes Unternehmen. Am 29. Januar 1932 kauften der Kreis und die Stadt Saalfeld das Unternehmen.